# Gebe Airport
Gebe Airport är en flygplats i Indonesien.   Den ligger i provinsen Moluckerna, i den nordöstra delen av landet, 2 600 km öster om huvudstaden Jakarta. Gebe Airport ligger 38 meter över havet. Den ligger på ön Pulau Gebe.
Terrängen runt Gebe Airport är platt åt sydväst, men söderut är den kuperad. Havet är nära Gebe Airport österut.  I omgivningarna runt Gebe Airport växer i huvudsak städsegrön lövskog.